# Glaucocharis vermeeri
Glaucocharis vermeeri là một loài bướm đêm trong họ Crambidae.